# 음력 3월
음력 3월(陰曆三月) 또는 도월(桃月), 병월(寎月)은 음력에서 세 번째 달이다.
이 달에는 중기인 곡우와 절기인 청명 혹은 입하가 들어있으며, 음력 3월 30일이 없는 해도 있다.
월건은 진(辰)이다.

## 3월이윤달인 해
- 1898년 (양력 1898년 4월 21일 ~ 5월 19일, 29일간)
- 1936년 (양력 1936년 4월 21일 ~ 5월 20일, 30일간)
- 1955년 (양력 1955년 4월 22일 ~ 5월 21일, 30일간)
- 1966년 (양력 1966년 4월 21일 ~ 5월 19일, 29일간)
- 1993년 (양력 1993년 4월 22일 ~ 5월 20일, 29일간)
- 2012년 (양력 2012년 4월 21일 ~ 5월 20일, 30일간)[1]
- 2031년 (양력 2031년 4월 22일 ~ 5월 20일, 29일간)
- 2050년 (양력 2050년 4월 21일 ~ 5월 20일, 30일간)
- 2061년 (양력 2061년 4월 20일 ~ 5월 18일, 29일간)
- 2080년 (양력 2080년 4월 20일 ~ 5월 18일, 29일간)
- 2099년 (양력 2099년 4월 21일 ~ 5월 19일, 29일간)[2]
- 2118년 (양력 2118년 4월 21일 ~ 5월 20일, 30일간)
- 2156년 (양력 2156년 4월 20일 ~ 5월 18일, 29일간)
- 2175년 (양력 2175년 4월 21일 ~ 5월 19일, 29일간)
- 2194년 (양력 2194년 4월 21일 ~ 5월 19일, 29일간)

## 기념일, 연중행사
- 음력 3월 3일 - 삼짇날

## 같이 보기
- 음력 360일